# بازگشت به جزیره میمون‌ها
 بازگشت به جزیره میمون‌ها (به انگلیسی: Return to Monkey Island) یک بازی ماجراجویی اشاره و کلیک است که توسط تریبل تویباکس توسعه یافته و توسط دوولور دیجیتال با همکاری لوکاس‌فیلم گیمز منتشر شده است. این ششمین بازی از سری جزیره میمون‌ها، در تاریخ ۱۹ سپتامبر ۲۰۲۲ برای مک‌او‌اس، نینتندو سوییچ و ویندوز، در ۲۶ اکتبر ۲۰۲۲ برای لینوکس، در ۸ نوامبر ۲۰۲۲ برای پلی‌استیشن ۵ و ایکس‌باکس سری ایکس/اس، و در ۲۷ ژوئیه ۲۰۲۳ برای آی‌او‌اس و اندروید منتشر شد. این اولین بازی جزیره میمون‌ها توسط خالق مجموعه، ران گیلبرت، پس از جزیره میمون‌ها ۲: انتقام لیچاک (۱۹۹۱) بود.
گیلبرت پیش از ترک شرکت توسعه‌دهنده، لوکاس‌آرتس، در سال ۱۹۹۲ روی دو بازی اول جزیره میمون‌ها کار کرده بود. نسخه‌های بعدی توسط لوکاس‌آرتس و تل‌تیل گیمز بدون حضور او توسعه یافتند. شرکت والت دیزنی با خرید لوکاس‌فیلم در سال ۲۰۱۲ حقوق جزیره میمون‌ها را به دست آورد؛ در سال ۲۰۱۹، گیلبرت برای ساخت یک جزیره میمون‌های جدید با طراح دیو گراسمن، که روی دو بازی اول کار کرده بود، مذاکره کرد. بازگشت به جزیره میمون‌ها در آوریل ۲۰۲۲ اعلام شد. دومینیک آرماتو دوباره در نقش شخصیت اصلی، گایبراش تریوود، ظاهر شد. این بازی به طور کلی نقدهای مثبتی دریافت کرد.

## گیم پلی
بازگشت به جزیره میمون‌ها یک بازی ماجراجویی اشاره و کلیک دوبعدی است. هدف بازی پیشبرد داستان از طریق حل معماهای روایت‌محور است. این کار از طریق کاوش مکان‌ها، گفتگو با شخصیت‌های غیر قابل بازی برای کسب اطلاعات، جمع‌آوری اقلام و استفاده از آن‌ها در زمان مناسب انجام می‌شود. بازیکن دزد دریایی گایبراش تریوود را کنترل می‌کند که در دریاها کشتیرانی کرده و از جزیره‌ها دیدن می‌کند.
رابط کاربری با بازی‌های دوبعدی قبلی جزیره میمون‌ها متفاوت است. راهنماهای متنی روی نقاط حساس صفحه، اقدامات بازیکن را هدایت می‌کنند: وقتی نشانگر روی منطقه تعاملی صحنه حرکت می‌کند، یک عبارت کوتاه ظاهر می‌شود که پیشنهاد می‌دهد گایبراش چه اقدامی انجام خواهد داد. فهرست اموال از یک رابط کشیدن و رها کردن برای استفاده و ترکیب آسان اقلام استفاده می‌کند و رابط کاربری طوری طراحی شده که هم با دسته‌های بازی و هم با موس کار کند.
بازی شامل یک سیستم راهنمایی است که برای منصرف کردن بازیکنان از جستجوی راهنمای بازی به صورت آنلاین طراحی شده و "در دنیای خیالی" بازی معنادار است. بازی همچنین شامل یک حالت ساده‌شده به نام "حالت معمولی" برای بازیکنان کم‌تجربه‌تر است.